# Bonzée
Bonzée é uma comuna francesa na região administrativa de Grande Leste, no departamento de Meuse. Estende-se por uma área de 21,14 km². Em 2010 a comuna tinha 363 habitantes (densidade: 17,2 hab./km²).